# Kastanjevleugelspreeuw
De kastanjevleugelspreeuw (Onychognathus fulgidus) is een vogelsoort uit de familie Sturnidae.

## Verspreiding en leefgebied
Deze soort komt voor in Sub-Saharisch Afrika met uitzondering van het uiterste westen en telt drie ondersoorten:
- O. f. fulgidus: Sao Tomé in de Golf van Guinee.
- O. f. hartlaubii: van Guinee tot Oeganda.
- O. f. intermedius: van zuidelijk Kameroen tot noordwestelijk Angola.